# Albert Marden
Albert Marden (* 18. November 1934 in Milwaukee, Wisconsin) ist ein US-amerikanischer Mathematiker, der sich mit Funktionentheorie und hyperbolischer Geometrie beschäftigt.
Marden wurde 1962 bei Lars Ahlfors an der Harvard University promoviert (An extremal length problem and the bilinear relation on open Riemann surfaces). Er ist seit den 1970er Jahren Professor an der University of Minnesota, wo er inzwischen emeritiert ist. 1969/70 und 1978 war er am Institute for Advanced Study (IAS).
Er befasst sich mit Riemannschen Flächen und deren Teichmüllerräumen, hyperbolischer Geometrie von Flächen und 3-Mannigfaltigkeiten, Fuchsschen und Kleinschen Gruppen, komplexer Dynamik und niedrigdimensionaler geometrischer Analysis.
Von ihm stammt eine Zahmheits-Vermutung (tameness conjecture) für hyperbolische 3-Mannigfaltigkeiten, von ihm 1974 aufgestellt und um 2004 durch Ian Agol, Danny Calegari und David Gabai bewiesen.
1962 hielt er einen Vortrag auf dem Internationalen Mathematikerkongress in Stockholm (A sufficient condition for the bilinear relation on open Riemann surfaces). Er ist Fellow der American Mathematical Society.

## Schriften
- Outer Circles. An introduction to hyperbolic 3 manifolds, Cambridge University Press 2007
- mit Richard Canary, David Epstein (Herausgeber) Fundamentals of hyperbolic geometry: selected expositions, Cambridge University Press 2006
- The geometry of finitely generated kleinian groups. Ann. of Math. (2) 99 (1974), 383–462.
- mit D. B. A. Epstein: Convex hulls in hyperbolic space, a theorem of Sullivan, and measured pleated surfaces. Analytical and geometric aspects of hyperbolic space (Coventry/Durham, 1984), 113–253, London Math. Soc. Lecture Note Ser., 111, Cambridge Univ. Press, Cambridge, 1987.
- mit D. B. A. Epstein, V. Markovic: Quasiconformal homeomorphisms and the convex hull boundary. Ann. of Math. (2) 159 (2004), no. 1, 305–336.